# Calderón de la Barca
Pedro Calderón de la Barca  (17 de janeiro de 1600 – 25 de maio de 1681) foi um dramaturgo e poeta espanhol, conhecido como um dos maiores dramaturgos da Espanha.
De família acomodada, seu pai tem um cargo administrativo na corte. Estuda no Colégio Imperial dos Jesuítas, onde cursa Humanidades e se familiariza com os clássicos. Posteriormente estuda nas universidades de Alcalá de Henares e de Salamanca. Em 1620 abandona a carreira eclesiástica, vai para Madrid e vive na corte uma vida livre e não isenta de atribulações. Por esta altura começa a apresentar-se em certames poéticos.
Cerca de 1623 está na Flandres como soldado e em 1625 inicia a sua carreira dramática, depressa se transformando no dramaturgo oficial da corte. Em 1636 o rei concede-lhe o hábito de Sant’ Iago. Um ano mais tarde retoma a sua carreira militar (cerco de Fuenterrabía, na Guerra da Catalunha), da qual se retira em 1642. Em 1651 é ordenado sacerdote.
Em 1663 é nomeado capelão de honra do rei e fixa-se novamente na corte, dirigindo a representação de autos sacramentais e outras peças teatrais. Durante os últimos anos da sua vida só compõe autos e comédias para estrear na corte. Autor de uma obra vasta que marca decisivamente a história do teatro em língua castelhana. Entre as suas peças (autos sacramentais, zarzuelas, entremeses, comédias religiosas, de costumes, de amor e ciúme e filosóficas), salientam-se: El dragoncillo, El laurel de Apolo, El mágico prodigioso, La dama duende, El alcalde de Zalamea, La vida es sueño e El gran teatro del mundo.

## Obra

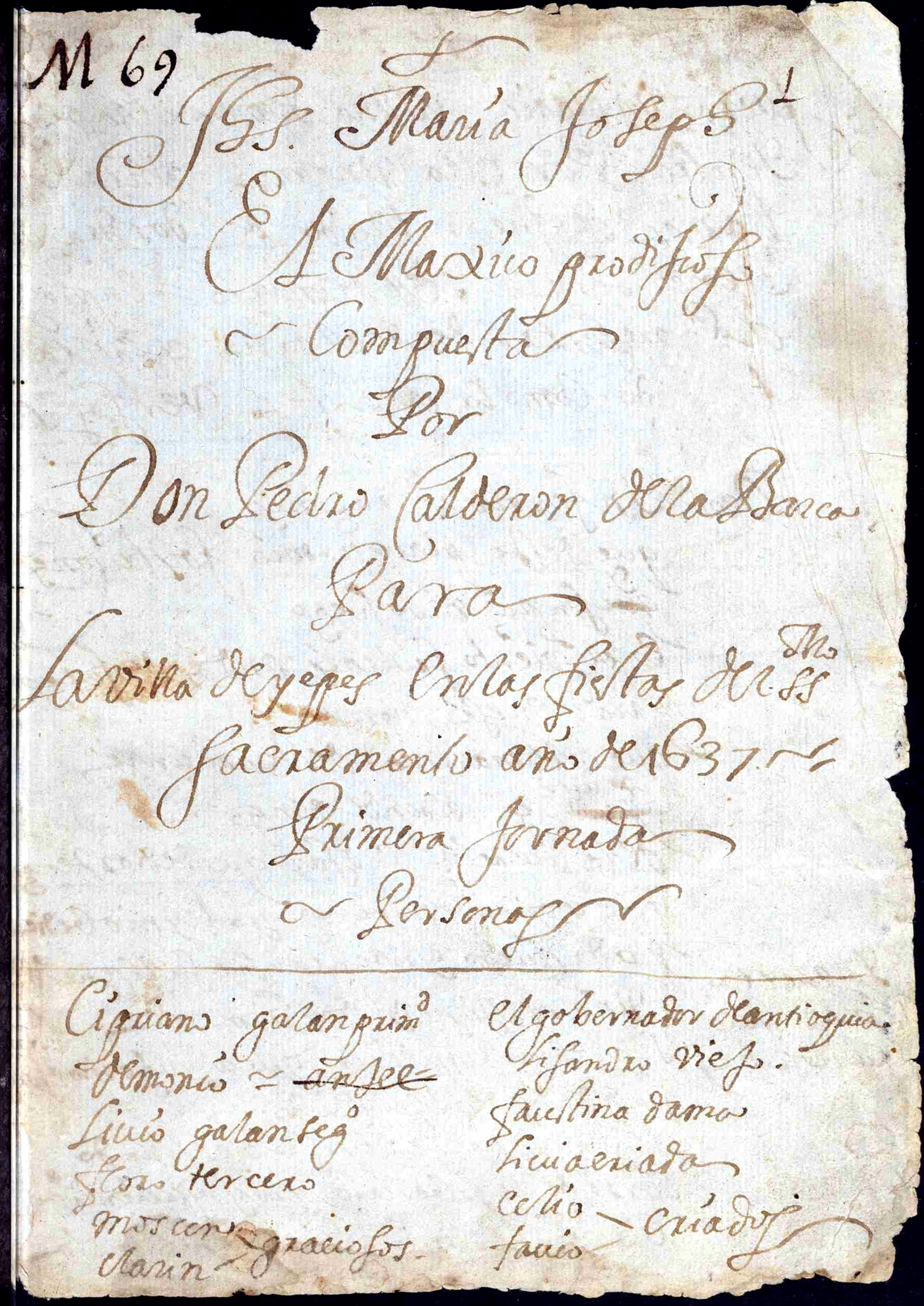
Autógrafo de El mágico prodigioso, 1637.

A obra teatral de Calderon de La Barca significa o ponto culminante do modelo teatral barroco, criado nos finais do século XVI e começo do século XVII por Lope de Vega. De acordo com a contagem, que ele mesmo fez no ano de sua morte, sua produção dramática conta com cento e dez comédias, e oitenta autos sacramentais, loas, e entremés, e outras obras menores, como o poema Psale et Sile (Canta e Cala), e peças mais ocasionais.
Ainda que menos fecundo que seu modelo, o genial Lope de Vega, resulta tecnicamente melhor que aquele no teatro, e de fato leva à perfeição a forma dramática lopesca, reduzindo o número de cenas dela, e depurando-a de elementos líricos e menos funcionais, convertendo-a em um pleno espetáculo barroco a que agrega ainda uma especial sensibilidade para a cenografia e música (elementos que para Lope de Vega tinham uma menor importância).
Utilizava frequentemente peças menores que reformulava, eliminando cenas inúteis; diminuía o número de personagens e reduzia a riqueza polimétrica do teatro lopesco. Igualmente, sistematizou a exuberância criativa de seu modelo, e construiu a obra em torno de um protagonista único. De certa maneira, limpou o teatro lopesco de seus elementos mais líricos, e buscou sempre os mais teatrais. Ángel Valbuena Briones tem verificado que em seu estilo cabe distinguir dois registros:
- Em um primeiro grupo das obras de Calderón reordena, condensa, e reelabora o que em Lope de Vega aparece de maneira difusa e mais caótica, estilizando seu realismo tradicionalista, e voltando-se mais ao cortesão. Nelas aparece uma rica galeria de personagens representativos de seu tempo e sua condição social, todos os quais têm em comum os três temas do teatro barroco espanhol: o amor, a religião, e a honra.

No cultivo deste último tema, destaca-se Calderón o títulos El alcade de Zalamea, no qual se enfrentava honra individual e a honra corporativa, o chamado esprit de corps. A honra individual seria o mesmo que a dignidade humana no tradição social externa, no caso a de um fazendeiro rico, Pedro Crespo, cuja filha foi violada por um capitão aristocrata. Neste drama, uma das obras mestras de Calderón, surge a verdade humana dos caracteres, e a sabedoria e experiência do herói, Pedro Crespo, que aconselha ao seu filho Júan antes que ele parta para integrar a justiça militar, em versos famosos:
Por la gracia de Dios, Juan, / eres de linaje limpio, / más que el sol, pero villano. / Lo uno y otro te digo; / aquello, porque no humilles / tanto tu orgullo y tu brío, / que dejes, desconfïado, / de aspirar con cuerdo arbitrio / a ser más; lo otro, porque / no vengas desvanecido / a ser menos. Igualmente / usa de entrambos designios / con humildad; porque, siendo / humilde, con recto juicio / acordarás lo mejor / y como tal, en olvido / pondrás cosas, que suceden / al revés en los altivos. / ¡Cuántos, teniendo en el mundo / algún defecto consigo, / le han borrado por humildes; / y cuántos, que no han tenido / defecto, se le han hallado, / por estar ellos mal vistos! / Sé cortés sobre manera; / sé liberal y esparcido, / que el sombrero y el dinero / son los que hacen los amigos; / y no vale tanto el oro / que el sol engendra en el indio / suelo, y que conduce el mar, / como ser uno bienquisto. / No hables mal de las mujeres; / la más humilde, te digo, / que es digna de estimación; / porque al fin de ellas nacimos. / No riñas por cualquier cosa; / que cuando en los pueblos miro / muchos, que a reñir se enseñan, / mil veces entre mí digo: / "Aquesta escuela no es / la que ha de ser". Pues colijo / que no ha de enseñarse a un hombre / con destreza, gala y brío / a reñir, sino a por qué / ha de reñir; que yo afirmo / que, si hubiera un maestro solo / que enseñara prevenido, / no el cómo, el por qué se riña, / todos le dieran sus hijos."
Em outras ocasiões aborda as paixões amorosas que cegam a alma, em especial os ciúmes patológicos que aborda em El mayor monstruo, los celos e em El médico de su honra, dentre outros dramas.
- Em um segundo grupo , o dramaturgo inventa, mais além do repertório cavaleiresco, uma forma poética-simbólica ainda desconhecida, e configura um teatro essencialmente lírico, cujas personagens se elevam acima do simbólico e espiritual.

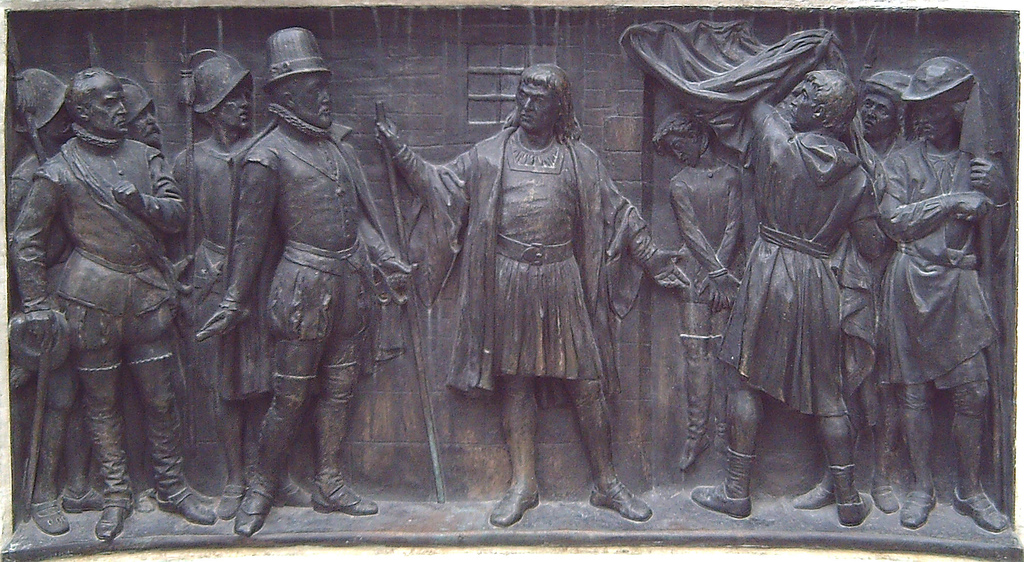
El alcalde de Zalamea. Detalle del monumento a Calderón de Madrid (J. Figueras, 1878).

Escreve, então, dramas fundamentalmente filosóficos e teológicos, autos sacramentais, e comédias mitológicas ou palatinas. Calderón destaca, sobretudo, como todo criador destes personagens barrocos, intimamente desequilibrados por uma paixão trágica, como os que aparecem em El príncipe constante, El mágico prodigioso, ou La devoción de la cruz. Seu personagem mais conhecido é o desgarrado Segismundo de Polonia de La vida es sueño, considerada como a peça maior do teatro calderoniano.
Esta obra, paradigma do gênero de comédias filosóficas concentra e dramatiza as questões mais transcendentes de sua época: a liberdade e o poder da vontade frente ao destino, o ceticismo diante das aparências sensíveis, a precariedade da existência considerada como um simples sonho, enfim a consoladora ideia de que dentro dos sonhos, se pode ainda fazer o bem.
Esta obra tem várias versões feitas por ele mesmo, também é apontada nela, ainda que em segundo plano, o tema da educação tão desenvolvida posteriormente no século XVIII. Neste segundo grupo leva à perfeição o chamado auto sacramental, peça alegórica em um ato de tema eucarístico, destinada a representar o dia de Corpus Christi. Para mencionar somente alguns, citamos El gran teatro del mundo e La cena del rey Baltasar.
No panorama dos dramas filosóficos, sua obra mestra é, sem dúvidas, La vida es sueño; e ainda El médico de su honra, e El alcalde de Zalamea entre os dramas que abordam a honra. Afora estas, ainda há também peças menores, mas comparáveis, como El pintor de su deshonra (1648) e A secreto agravio secreta venganza (1635).

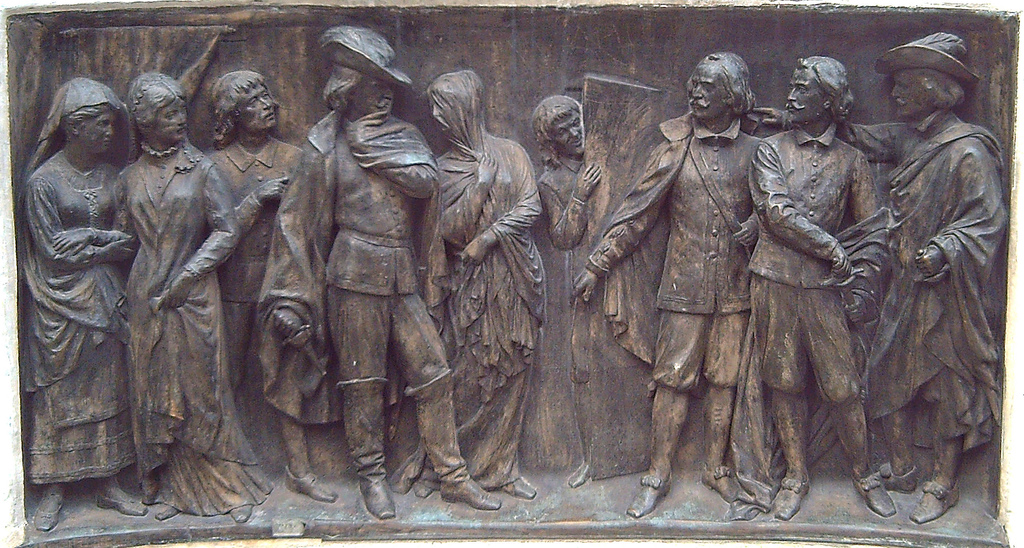
El escondido y la tapada. Detalle del monumento a Calderón de Madrid (J. Figueras, 1878).